# 河村哲二
河村 哲二（かわむら てつじ、1951年 - ）は、日本の経済学者。法政大学名誉教授、経済理論学会前代表幹事。専門は理論経済学（政治経済学・マルクス経済学・制度派経済学）、アメリカ経済論、グローバル経済論。

## 来歴
群馬県生まれ。群馬県立沼田高等学校卒。1975年、東京大学経済学部経済学科卒業。1980年、東京大学大学院経済学研究科博士課程単位修得。1994年、経済学博士（東京大学）。博士論文は「第二次世界大戦アメリカ戦時経済論―「戦時高蓄積」構造と戦後の「持続的成長」構造：戦後景気循環の変容をめぐって」。
帝京大学経済学部教授、武蔵大学経済学部教授を経て、2005年4月より法政大学経済学部教授。2022年4月より同名誉教授。Visiting Adjunct Professor, Department of Economics, University of Massachusetts Amherst (1983-85年, Fulbright Program)、武蔵大学総合研究所所長（2001-03年度）、法政大学大学院経済学研究科長（2009-10年度）、法政大学サステイナビリティ研究教育機構研究企画委員長（2009-2013年）、Visiting Professor, Department of Economics, University of Massachusetts Amherst (2013-2015年)。経済理論学会代表幹事（2016年4月－2022年3月）。
その他、アメリカ学会、アメリカ経済史学会、政治経済学･経済史学会に所属している。

## 著書
出典は(略歴・業績)による

### 単著
- 『パックス・アメリカーナの形成－アメリカ「戦時経済システム」の分析』（東洋経済新報社、1995年）
- 『第二次大戦期アメリカ戦時経済の研究―「戦時経済システム」の形成と「大不況」からの脱却過程』（御茶の水書房、1998年）
- 『現代アメリカ経済』（有斐閣、2003年）

### 編著
- 『グローバル金融危機の衝撃と新興経済の変貌： 中国、インド、ブラジル、メキシコ、東南アジア』ナカニシヤ出版、2018年。
- 『持続可能な未来の探求――「3.11」を超えて』（共編著・監訳）御茶の水書房、2014年。
- 『「3.11」からの再生――三陸の港町・漁村の価値と可能性』（共編著）御茶の水書房、2013年。
- 『3.11から一年――近現代を問い直す言説の構築に向けて』（共編著）御茶の水書房、2012年。
- Hybrid Factories in the United States under the Global Economy, Oxford University Press, 2011．
- 『グローバル経済下のアメリカ日系工場』 東洋経済新報社、2005年。
- 『制度と組織の経済学』日本評論社、1996年。
- 『現代世界経済システム―変容と転換』（共編著）東洋経済新報社、1995年。

### 共著
- 『グローバル資本主義と段階論』（SGCIMEシリーズ第Ⅱ集現代資本主義の変容と経済理論 第2巻）御茶の水書房、2016年。
- 『グローバル資本主義の変容と中心部経済』（SGCIMEシリーズ グローバル資本主義の現局面Ⅰ）日本経済評論社、2015年。
- 『グローバル資本主義と新興経済』（SGCIMEシリーズ グローバル資本主義の現局面Ⅱ）日本経済評論社、2015年。
- 『増補新版 現代の解読――グローバル資本主義と日本経済』御茶の水書房、2013年。
- 『現代経済の解読―グローバル資本主義と日本経済』御茶の水書房、2010年。
- （弘兼憲史）『知識ゼロからのアメリカ経済入門』（幻冬舎、2009年）
- 『グローバル資本主義と景気循環』（SGCIMEシリーズ第Ⅰ集 グローバル資本主義 第4巻）御茶の水書房、2008年。
- 『グローバル資本主義と企業システムの変容』（SGCIMEシリーズ第1集 グローバル資本主義 第3巻）御茶の水書房、2006年。
- 『グローバル資本主義と世界編成・国民国家システムⅠ 世界経済の構造と動態』（SGCIMEシリーズ第1集 グローバル資本主義 第1巻）御茶の水書房、2003年。
- 『アメリカに生きる日本的生産システム』東洋経済新報社、1991年
- The Institute of Social Science, University of Tokyo, Research Report No.23 (with Tetsuo Abo and Others), Local Production of Japanese Automobile and Electronics Firms in the United States, The Institute of Social Science, University of Tokyo, 1990.

[その他の共著書]
- 『アジアの経済発展と産業技術』、ナカニシヤ出版、2013年（第二章「アジア工業化・経済発展の世界経済的フレームワークとその転換」）。
- The Crises of Global Economies and the Future of Capitalism, Routledge studies in the modern world economy series No. 110, Routledge, 2012（Chapter 2, "The Global Financial *Crisis: The Instability of U.S.-Centered Global Capitalism"）.
- 『中国社会主義市場経済の現在―中国における市場経済化の進展に関する理論的実証的分析』、御茶の水書房、2011年（第6章「グローバル経済化の進展と中国経済の課題」）。
- 『世界金融危機の歴史的位相』、日本経済評論社、2010年（第4章『現代資本主義の『グローバル資本主義化』とグローバル金融危機）。
- Japanese Hybrid Factories: A Worldwide Comparison of Global Production Strategies, Palgrave-Macmillan, 2007,（Chapter 2, "Hybrid Factories in North America: The Present State and History of the Japanese Management and Production System in the United States" ).
- 『権力と暴力』（シリーズ・アメリカ研究の越境第2巻）ミネルヴァ書房、2007年（第八章「企業社会の権力－戦時労使関係にみるその『制度化』」）。
- 『中東欧の日系ハイブリッド工場』 東洋経済新報社、2006年（第2章第3節「日本電気企業の中東欧展開―チェコ松下を中心に」）。
- 『原典 アメリカ史 第八巻 衰退論の登場』岩波書店、2006年（三 「オイルショック」 ）。
- 『日本型経営・生産システムとＥＵ―ハイブリッド工場の比較分析』ミネルバ書房、2005年（第6章「イギリスにおける電機組み立てのハイブリッド工場―経営環境の変化と『適用』の進展」)。
- 『巨大化する中国経済と日系ハイブリッド工場』 実業之日本社、2005年（第12章「華南・珠江デルタ地域における日系現地工場―電機・電子を中心に」）。
- Hybrid Factory in Europe : The Japanese Management and Production System Transferred, Palgrave Macmillan; October 2004 (Chapter 4 " United Kingdom: Electronics Assembly" ).
- 『東アジア市場経済―多様性と可能性』 御茶の水書房、2003年( 第12章 「中国・台湾の経済発展と日系現地企業」）。
- Transformative Organizations: A Global Perspective, Response Book, 2003(Chapter 17, "Transformational Forces in the American Corporate System -- Managing Changes in the Production Methods and Workforce Organization").
- 『日本企業と世界の経済』 御茶の水書房 2001年（「アメリカ経済の衰退と再生」）。
- The Japanese Production System: Hybrid Factories in East Asia, Macmillan, 1997 (Chapter 5, "Asian Operations of Representative Japanese Multinationals: Matsushita Electric Company and Sony Corporation" ).
- 『日本的経営・生産システムと東アジア』 ミネルヴァ書房 1997年（第5章 「電機組立のハイブリッ ド工場」）。
- 『マルクスの逆襲』日本評論社 1996年（第7章 ｢パックス・アメリカーナ後の労使関係」）。
- 『情報革命と市場社会システム』 富士通ブックス 1996年（第6章 「日本型生産システムとＭＥ情報化」）。
- 『現代アメリカ経済論』 ミネルヴァ書房 1994年（Ⅱ 第4章 「第二次大戦と戦後アメリカ産業発展の基盤」、Ⅲ 第7章A「アメリカ産業再生への摸索」）。
- HYBRID FACTORY, Oxford University Press, 1994 (Chapter 2: "Characteristics of the Japanese Production System and Its International Transfer Model", Chapter 6 "Semiconductor Industry" ）.
- 『日米関係の構図―相互依存と摩擦』 ミネルヴｱ書房 1992年（第5 章 Ｅ 「半導体工場」）。
- 『市場システムの理論』 御茶の水書房 1992年（Ⅲ第三章 「第二次大戦アメリカ戦時経済と現代資本主義論―戦後景気循環の変容をめぐって」)。
- 『日本経済危険な話』 御茶の水書房 1988年（「『ブラックマンデー』―アメリカをめぐる金融的展開とその帰結」）。
- 『日本企業のアメリカ現地生産』 東洋経済新報社 1988年（第二章「日本的経営の特徴的諸要素と国際化」）。
- 『世界恐慌と国際金融』 有斐閣 1982年（第一章「1920年恐慌－アメリカを中心と して」）。
- 『競争と信用』 有斐閣 1979年（第4章「流通費用と利潤率均等化」）。